# Râul Lupul, Călinești
Râul Lupul este un curs de apă, afluent de stânga al râului Călinești, care este, la rândul său, afluentul râului Olt.

## Afluenți
Râul Lupul nu are afluenți suficient de mari pentru a fi importanți hidrologic.